# كأس السوبر الإسباني 1997
كأس السوبر الإسباني 1997 جمعت نسخة 1997 ببطولة كأس السوبر الإسباني بطل الدوري الإسباني موسم 1996-97 ريال مدريد وبطل كأس إسبانيا موسم 1996- 97 برشلونة ، أُقيمت من مباراتي ذهاب وإياب صيف عام 1997، وحقق ريال مدريد اللقب بعد فوزة بمجموع المباراتين 5-3 .

## التفاصيل

### مباراة الذهاب
| برشلونة                                                     | 2–1 | ريال مدريد                     |
| ----------------------------------------------------------- | --- | ------------------------------ |
| أوليفييرا 1' · ميغيل أنخل نادال 85' · المدرب · لويس فان خال |     | راؤول 4' · المدرب · يوب هاينكس |

### مباراة الإياب
| ريال مدريد                                                     | 4–1 | برشلونة                               |
| -------------------------------------------------------------- | --- | ------------------------------------- |
| راؤول 42 ،54' · مياتوفيتش 58' · سيدورف 65' المدرب · يوب هاينكس |     | أوليفييرا 80' · المدرب · لويس فان خال |